# Réde
Réde je vas na Madžarskem, ki upravno spada pod podregijo Kisbéri Županije Komárom-Esztergom.